# Episodi di Last Exile
Questa è la lista completa degli episodi dell'anime Last Exile e del suo seguito Last Exile: Fam, The Silver Wing.

## Last Exile
La serie è composta da 26 episodi, trasmessi in Giappone tra l'aprile ed il settembre del 2003 ed in Italia tra maggio e dicembre 2004.
I titoli dei vari episodi, esclusi gli episodi 7 e 20, si riferiscono a mosse del gioco degli scacchi, in riferimento alla trama dell'episodio. Si può notare, per chi gioca a scacchi e per chi è abbastanza esperto di questa disciplina, che gli episodi, fin dal primo, possiedono titoli che ricordano le principali fasi o le mosse di una regolare partita a scacchi. Il gioco degli scacchi è spesso presente durante l'anime che sembra essere il gioco preferito dei membri della Gilda.
| Nº | Titolo italiano Giapponese 「Kanji」 - Rōmaji | In onda           | In onda          |
| Nº | Titolo italiano Giapponese 「Kanji」 - Rōmaji | Giapponese        | Italiano         |
| 1  | First Move 「ファースト·ムーヴ」 - Fāsuto mūvu | 7 aprile 2003     | 30 marzo 2004    |
| 1  | L'anime si apre con la nave volante da battaglia Silvana impegnata nel distruggere delle navi di Disith che cercavano di attraversare il Grand Stream, ovvero una zona di forte turbolenza caratterizzata da un vento a 120 nodi che divide i cieli di Disith da quelli di Anatore, le due nazioni nelle quali si divide il pianeta Prester. Nel villaggio di Norkia il quindicenne pilota Claus Valca e la sua navigatrice Lavie Head si preparano per la competizione Norkia Cup mettendo a punto la propria vanship, ovvero una macchina volante simile ad un piccolo aereo senza ali alimentata dal vapore prodotto da un minerale chiamato Claudia che viene utilizzato anche come moneta di scambio. I due lavorano assieme come corrieri aerei ed ottengono come missione il trasporto di due lettere ad indirizzo del duca David Mad-thane, un ufficiale della marina di Anatore, da parte dei famigliari dello stesso; Mad-thane è impegnato in una battaglia nei cieli sopra il villaggio di Minagith contro una flotta di invasori di Disith sotto la supervisione della Gilda, un'organizzazione che detiene la massima tecnologia del pianeta e che veste un ruolo imparziale tra le altre due nazioni: lo scontro vede Anatore avere la meglio con i propri fucilieri seguiti dall'artiglieria, ma quando la vittoria è data per certa una nuova flotta di Disith fa il suo ingresso; di lì a poco Claus e Lavie raggiungono la nave di Mad-thane per consegnare le lettere. |                   |                  |
| 2  | Luft Vanship 「ルフト·ヴァンシップ」 - Rufuto Vanshippu | 14 aprile 2003    | 6 aprile 2004    |
| 2  | La nuova flotta di Disith porta l'attacco a sorpresa senza rispettare lo spirito di cavalleria che in genere detta le battaglie e che la Gilda dovrebbe far rispettare, ma quest'ultima sembra disinteressarsi allo sviluppo del conflitto in corso. L'Imperatore di Anatore e il suo primo ministro Marius Bassianus vengono a sapere che Disith sta vincendo la battaglia e inizia a nutrire forti dubbi sull'operato della Gilda come arbitro super partes, ordinando che un'importante quanto ignota merce venga spedita alla nave Silvana e lontana dalle grinfie della Gilda. Claus e Lavie raggiungono il ponte della nave ma vengono respinti, e nel momento in cui il duca Mad-thane sta per ordinare una guerra di logoramento Claus riesce ad inserirsi nel canale di comunicazione della nave ed inizia a leggere la lettera scritta da Holly, figlia del duca, che chiede al padre di tornare a casa; alcuni soldati cercano di fermarlo in malo modo ma uno dei fucilieri, Mullin Shetland, punta l'arma contro i propri compagni per permettere a Claus di proseguire con la lettura. Al termine della comunicazione David Mad-thane ordina la ritirata e Claus e Lavie aiutano la flotta di Anatore creando una cortina fumogena con la propria vanship, quando una vanship rossa guidata da una ragazza ordina a loro di spostarsi perché erano sulla linea di tiro della nave Silvana, la quale appare e presta soccorso alla flotta di Anatore aprendo il fuoco sulla flotta di Disith, permettendo all'esercito dell'Imperatore di scappare. Claus e Lavie tornano a casa Mad-thane per dare buone notizie ad Holly e vengono a sapere che alla Norkia Cup partiranno dall'ultima posizione per non aver preso parte alle qualifiche. |                   |                  |
| 3  | Transpose 「トランスポーズ」 - Toransupōzu | 21 aprile 2003    | 13 aprile 2004   |
| 3  | L'episodio si apre con Claus e Lavie impegnati a modificare la propria vanship per renderla più leggera allo scopo di recuperare lo svantaggio di posizioni alla 75-esima Norkia Cup. Nel frattempo il corriere Ralph Wednesday a bordo della propria vanship è inseguito da dei minacciosi caccia a forma di stella che vantano una tecnologia ben più avanzata rispetto a quella dei motori a vapore delle vanship. Durante la competizione Claus e Lavie recuperano tutte le posizioni e si portano in testa superando il campione in carica Hurricane Hawk, ma all'improvviso la vanship di Ralph Wednesday taglia loro la strada e finisce per schiantarsi sfiorando quelle di Claus-Lavie e di Hawk: a quel punto Claus e Lavie abbandonano la gara per soccorrere il pilota e trovano un Ralph morente che consegna loro la missione del valore di sette stelle su dieci (ad indicare la pericolosità di tale compito), ovvero consegnare una ragazzina di nome Alvis Hamilton al capitano della nave Silvana. Claus e Lavie prendono con sé Alvis ma sopraggiunge uno dei caccia a forma di stella, i quali possono rilevare eventuali motori accesi: a quel punto Ralph fa da esca ed accende il proprio motore attirando a sé il nemico per poi farsi saltare in aria attivando una carica di esplosivo. Claus, Lavie e Al fuggono lungo un fiume sfruttando la propria vanship a motore spento come imbarcazione. |                   |                  |
| 4  | Zugzwang 「ツーク·ツワング」 - Tsūku tsuwangu | 28 aprile 2003    | 20 aprile 2004   |
| 4  | Claus e Lavie portano Al a casa loro e studiano un piano di fuga utilizzando la vanship a motore spento lungo il complesso di canalizzazioni sotterranee; Lavie rende noti i suoi dubbi riguardo alla Silvana, il cui equipaggio gode di una pessima fama; Al s'infatua di un giocattolo peluche rappresentante una capra. Nella notte uno dei caccia a stella riesce a rilevare Al e distrugge la casa, imponendo ai tre una fuga immediata nei canali, durante la quale Al viene a sapere che Gita, suo mentore e navigatrice di Ralph, è morta; arrivati quasi al termine del condotto Claus e compagnia vengono intercettati nuovamente dal caccia nemico che si para tra loro e l'uscita, ma grazie ad un'acrobazia in acqua con la vanship in moto riescono a fuggire, dovendo però subire dei danni al veicolo. I tre sono costretti ad un atterraggio d'emergenza presso le rovine di un tempio e si trovano in balia del caccia a stella che può assumere una forma umanoide per poter camminare a terra e poter afferrare: quest'ultimo rapisce Al e nel momento in cui sta per uccidere Claus si sente uno sparo e il veicolo nemico d'improvviso s'arresta. |                   |                  |
| 5  | Positional play 「ポジショナル·プレイ」 - Pojishonaru purei | 5 maggio 2003     | 27 aprile 2004   |
| 5  | A salvare i ragazzi è Alex Row, capitano della nave Silvana al quale Claus e Lavie devono consegnare Al. Una volta che Alex e la sua ciurma ripartono assieme ad Al a bordo della Silvana un pentito Claus decide di voler proteggere Al e ripara la vanship; nell'utilizzare il carburante del caccia nemico abbattuto nota che esso è un combustibile più puro di quello utilizzato normalmente nelle vanship, aumentando notevolmente le prestazioni del veicolo, e suppone che il mezzo militare a forma di stella appartiene alla Gilda. Claus e Lavie raggiungono la Silvana ma questa apre il fuoco sui protagonisti, i quali si vedono costretti ad atterrare sul ponte inferiore della nave di Alex Row e del primo ufficiale Sophia Forrester; i due vengono accolti in malo modo dai meccanici della Silvana che li picchiano e rubano a loro la capra peluche che Lavie voleva ridare ad Al, finché non interviene Tatiana Wisla, ovvero il pilota della vanship rossa che Claus e Lavie incrociarono a Minagith. |                   |                  |
| 6  | Arbiter attack 「アービター·アタック」 - Ābitā atakku | 12 maggio 2003    | 4 maggio 2004    |
| 6  | L'episodio si apre con due giovani membri della Gilda, ovvero Dio Eraclea ed il suo amico e guardia del corpo Lucciola, che scoprono il caccia precedentemente abbattuto e danno un'occhiata alle registrazioni video del veicolo, scorgendo nel filmato Claus per il quale Dio prova interesse. Tatiana lascia la Silvana per recarsi dall'Imperatore di Anatore annunciandogli che Alvis è al sicuro. A bordo della Silvana Claus, Lavie e Al si riuniscono, fanno la conoscenza del primo ufficiale Sophia Forrester e il primo dei tre ha un confronto con il capitano Alex Row che gli chiede cosa lo spinge a proteggere Al e a volare sulla sua vanship; prima che Claus riesca a rispondere la Silvana viene attaccata da una flotta di caccia della Gilda Alex chiede alla propria ciurma di riuscire a resistere per 20 minuti, in quanto quella è l'autonomia dei veicoli d'attacco a forma di stella della Gilda, ma l'impresa non si rivela semplice e diversi caccia riescono ad arrivare al ponte, venendo respinti dai meccanici. A quel punto Claus e Lavie chiedono di potersi unire al combattimento utilizzando una vanship di riserva. |                   |                  |
| 7  | Interesting Claus 「インタレスティング·クラウス」 - Intaresutingu Kurausu | 19 maggio 2003    | 11 maggio 2004   |
| 7  | Claus e Lavie decollano dal ponte con una vanship di riserva armata con una mitragliatrice dal numero di colpi molto limitato; inizialmente Claus fatica un po' a controllare il veicolo ma in breve tempo prende la mano e sfoggia diverse acrobazie nel tentativo di non farsi colpire dai caccia nemici. Dalla nave di presenza della Gilda Dio osserva con interesse la tecnica di volo di Claus, e quando quest'ultimo completa prima una forbice e poi una virata di Immelmann Dio decide di ribattezzare Claus come "Immelmann" e prende parte alla battaglia assieme a Lucciola con due caccia collegati tra loro; inizialmente Dio scherza con Claus seguendolo e ingaggiandolo come bersaglio senza mai aprire il fuoco, Claus si destreggia con numerose tecniche che causano a Lavie una eritropsia con seguente svenimento proprio quando doveva ricaricare il mitragliatore della vanship. Tatiana, tornata da Anatore con la sua vanship rossa, dà una mano alla flotta della Silvana e fiancheggia Claus nella sfida contro Dio e Lucciola che a quel punto separano i propri caccia divenendo due veicoli indipendenti tra loro; poco dopo l'intera flotta della Gilda viene richiamata per la ritirata dovuta alla limitata quantità di carburante dei caccia. Tornati sulla Silvana, Tatiana va su tutte le furie non accettando il fatto che è stato permesso a Claus e Lavie di combattere, ed etichetta Lavie come una navigatrice di scarso valore. |                   |                  |
| 8  | Takeback 「テークバック」 - Tēkubakku | 26 maggio 2003    | 18 maggio 2004   |
| 8  | La nave Silvana attracca alla stazione Casino Royale del porto volante Walker Palace allo scopo di riparare eventuali danni all'imbarcazione e fare il pieno di carburante, oltre che a concedere il meritato tempo libero alla propria flotta; il Walker Palace è di proprietà di Walker, fidato amico di Alex Row. Oltre alla Silvana hanno approdato alla stazione altre navi dell'Impero di Anatore, tra queste la Goliath del conte Knowles. Nel Casino Royale Lavie incontra nuovamente il fuciliere Mullin Shetland, il quale esprime un certo interesse per la ragazza e le offre un boccale di prima acqua (Anatore è un impero tormentato dall'estrema siccità, di conseguenza l'acqua pura ha un grande valore); Mullin si è licenziato dalla Claimh Solais per cercare di entrare nelle file della Goliath, ma quando si propone al conte Knowles quest'ultimo lo umilia ed insulta il capitano David Mad-thane bollandolo come un codardo. Nel frattempo Claus lascia Al a dormire da sola e si avventura anche lui nel Casino Royale dove fa la conoscenza di Alister Agrew, ovvero la navigatrice di Tatiana Wisla. La maggior attrazione del Casino Royale sono delle corse tra uccelli simili ai chocobo della serie di videogiochi Final Fantasy, sui quali i militari in libertà scommettono grosse cifre: in una delle gare Lavie e Mullin si affezionano particolarmente ad un uccello apparentemente svogliato che però in gara recupera lo svantaggio iniziale ed arriva a minacciare il primo posto del favorito uccello rosso sul quale il conte Knowles ha fatto una puntata notevole, salvo poi venire accecato da un flash che permette la vittoria al preferito di Knowles. Lavie capisce l'imbroglio e se la prende con la ciurma della Goliath, e presto intervengono i rissosi meccanici della Silvana che si azzuffano con i soldati della Goliath. Intanto Walker informa Alex che un oggetto che ha a che vedere con il leggendario Exile che tanto interessa ad Alex verrà messo all'asta in un mercato nero abilmente occultato in una gara tra vanship. Mullin dà del vigliacco a Knowles per essere fuggito dalla battaglia di Minagith e il conte non la prende bene arrivando a sfidare Alex e la sua truppa in un duello navale, sfida che Alex accetta: Knowles, ignaro del fatto che Alex altri non è che il capitano dell'invincibile e temutissima Silvana, quando prima dell'inizio del duello scopre che si tratta proprio del famigerato prototipo da battaglia comanda il fuoco prima ancora del via ma le sue cannonate non fanno un graffio alla Silvana che risponde al fuoco con una nuova arma installata durante la permanenza nel Walker Palace, affondando la Goliath senza troppi patemi. Lavie regala a Mullin una medaglia fatta a mano da lei. |                   |                  |
| 9  | Calculate Alex 「カリキュレイト·アレックス」 - Karikyureito Arekkusu | 2 giugno 2003     | 25 maggio 2004   |
| 9  | Mullin si offre per aiutare Claus e Lavie a riparare la loro vanship, ed essendo ormai disoccupato i meccanici della Silvana decidono di arruolarlo nel loro corpo. La Silvana approda all'Horizon Cave, un'enorme grotta scavata in un'imperiosa montagna dove si terrà una gara di durata tra vanship e l'occultata asta del mercato nero che è d'interesse ad Alex. La gara consiste nel continuare a volare sul circuito per otto ore consecutive fino alla mezzanotte utilizzando un rottame di vanship che viene estratto a sorte per ogni squadra partecipante e che la squadra stessa deve riparare ed elaborare in un tempo limitato prima dell'inizio della competizione. Alla gara prendono parte come team distinti anche Claus e Lavie, Tatiana e Alister, e i ragazzi della Gilda Dio e Lucciola che durante il pre-gara si presentano a Claus; Claus e Lavie partono in ritardo causa un problema meccanico ma successivamente recuperano, mentre Dio e Lucciola sembrano essere maggiormente interessati a provocare a turno le vanship di Claus-Lavie e Tatiana-Alister. Tatiana e Alister sono in realtà in missione per aiutare Alex che nel frattempo si è recato all'asta, asta alla quale prende parte anche il duca Henry Knowles, padre del defunto conte Knowles ucciso proprio da Alex Row nello scontro con la Goliath; quando viene messo all'asta l'oggetto indicato come la porta per l'Exile Alex apre offrendo 10 milioni di Claudia. |                   |                  |
| 10 | Swindle 「スウィンドル」 - Suindoru | 9 giugno 2003     | 1º giugno 2004   |
| 10 | Mentre prosegue la gara di durata tra vanship all'asta prima il duca Knowles e poi gli altri partecipanti vanno al rialzo, ma Alex è disposto a mettere in gioco qualsiasi cifra e controbatte alle altre offerte finché non arriva tramite chiamata telefonica un'offerta di 50 miliardi di Claudia da parte del maestro della Gilda Delphine Eraclea, la perfida sorella maggiore di Dio divenuta per suo stesso volere capo assoluto della Gilda; Alex tenta di controbattere rialzando ma uno degli uomini di Knowles punta la propria pistola alla nuca del capitano della Silvana imponendogli di non proseguire l'asta, che quindi viene vinta dal maestro Delphine. Nel frattempo la mezzanotte si fa vicina e le vanship rimaste in gara sono all'ultimo pit stop: Lavie decide di riempire il serbatoio a metà per rendere il proprio veicolo più leggero, e Tatiana prende con sé un ordigno esplosivo utile per la propria missione. Terminata l'asta il duca Knowles conduce Alex all'esterno rivelandogli che vuole vendicarsi della morte del figlio, ma scattata la mezzanotte la bomba lanciata da Tatiana e Alister sul generatore di corrente dell'Horizon Cave esplode causando un black out: Alex ne approfitta eliminando gli uomini di Knowles e fuggendo, mentre Claus e Lavie superano la vanship di Dio e vincono la gara. Delphine ottiene l'oggetto vinto all'asta ma esso si rivela essere un falso; in segno di gratitudine il maestro dona un anello a Giancarlo, proprietario dell'asta del mercato nero, ma tale anello è una trappola che carbonizza Giancarlo riducendolo in cenere. La vera "porta" per l'Exile si rivelano essere i Mysterion, ovvero quattro frasi a ciascuna delle quali corrisponde una risposta atta a svelare il mistero dell'Exile; ogni Mysterion era custodito da una differente casa della Gilda, ma il maestro Delphine di casa Eraclea fece decadere le altre tre famiglie per cercare di ottenere tutti i Mysterion ed il controllo assoluto sulla Gilda. Graf, maggiordomo di casa Hamilton della Gilda e responsabile della fuga di Alvis Hamilton, affidò ad Alex non solo Al ma anche il Mysterion della sua famiglia, venendo ricompensato con una grossa somma di Claudia. Vinta la competizione Lavie afferma che non vuole più fare da navigatrice per battaglie aeree e che preferisce il ruolo di meccanico, e Claus le ripromette che affronteranno assieme il Gran Stream come fecero i loro padri Hamilcar Valca e Georges Head, scomparsi proprio durante la missione che li vedeva impegnati a volare attraverso la pericolosa zona di turbolenza per recapitare un trattato di pace di Anatore nei confronti di Disith. I due accettano di farsi guidare da Dio e Lucciola in quanto i ragazzi della Gilda hanno la possibilità di vedere al buio grazie alla sofisticata tecnologia delle loro tute e la loro vanship ha ancora sufficiente carburante. L'episodio si conclude con un attacco della Gilda contro l'Horizon Cave. |                   |                  |
| 11 | Develop 「ディベロップ」 - Diberoppu | 16 giugno 2003    | 8 giugno 2004    |
| 11 | Claus, Lavie, Dio e Lucciola arrivano a bordo della Silvana, dove i due ragazzi della Gilda vengono subito identificati come nemici da parte dei meccanici, e il capitano Alex Row decide di trattenerli come ostaggi ma permettendo poi a loro totale libertà di movimento all'interno della nave, e ottengono subito la fiducia di tutto l'equipaggio; Dio nota subito che la Silvana è costruita utilizzando la tecnologia della Gilda, intuendo che è un prototipo costruito sulle indicazioni di alcuni ribelli della potente fazione. In un confronto con Alex Dio, supervisionato da Claus per scelta del capitano, per ottenere la fiducia di quest'ultimo rivela il Mysterion di casa Eraclea e afferma che la sorella Delphine ha eliminato le altre tre case della Gilda, ovvero casa Hamilton alla quale appartiene Al, casa Bassianus della quale fa parte Marius ovvero un ribelle della Gilda divenuto primo ministro dell'Imperatore di Anatore, e casa Dagobert alla quale appartiene l'altro ribelle Recuise che lavora come macchinista della Silvana e che Dio incontrerà dopo nell'ispezionare l'unità Claudia della nave; inoltre informa Alex del fatto che Delphine conosce un solo Mysterion, e cerca di intuire se Alex Row già ne conosce altri. Recuise Dagobert fa sapere a Dio che la Gilda avrebbe la responsabilità del sistema che controlla il clima del pianeta Prester sul quale vivono, ma sembra che non sia in grado di mantenerlo in quanto le due nazioni Anatore e Disith soffrono rispettivamente di siccità e di temperature glaciali. Nel frattempo l'Imperatore si rivela sfiduciato nei confronti di Alex Row e chiede all'ufficiale Vincent Alzey, capitano della nave Urbanus, di andare a recuperare Alvis dalla Silvana; lo stesso Vincent chiede ad Alex un incontro di mediazione al faro Carmel ed Alex accetta chiedendo a Claus di scortarlo: Tatiana si dice contrariata della scelta del capitano e la co-pilota Alister di sua volontà decide di fare da navigatrice a Claus. Durante il meeting Alex si rifiuta di consegnare Alvis nelle mani di Vincent che a quel punto dichiara battaglia alla Silvana Nel frattempo il primo ufficiale Sophia Forrester riceve un messaggio tramite un piccione viaggiatore con mittente Marius Bassianus. Dio si intrattiene con una solitaria Alvis e dinanzi a lei recita il Mysterion di casa Eraclea: Alvis entra in uno stato di trance divenendo una sorta di antenna umana e causando scompensi al sistema di bordo della Silvana in quanto la pressione del fluido Claudia aumenta rapidamente. |                   |                  |
| 12 | Discovered attack 「ディスカバード·アタック」 - Disukabādo atakku | 23 giugno 2003    | 15 giugno 2004   |
| 12 | Alvis torna in sé stessa pur non ricordando nulla dell'accaduto, e nel frattempo Alex fa il suo ritorno nella Silvana annunciando l'incombente battaglia contro la Urbanus di Vincent ed ordina a Sophia e al resto dell'equipaggio di dirigersi in una zona di Anatore chiamata Zanna del Drago, caratterizzata da pericolose formazioni rocciose a punta; per la missione in questione Tatiana incarica Claus di fargli da navigatore al posto di Alister, con Dio che sospetta di una relazione tra i due. La Urbanus segue la Silvana alla Zanna del Drago e fa la sua comparsa supportata da altre quattro navi dell'Impero che nel frattempo erano nascoste tra le nubi in navigazione silenziosa e che immediatamente bloccano l'unica via di fuga della Silvana dalla Urbanus; la Silvana affronta due delle navi, entrambe munite di immense motoseghe laterali, le quali infliggono danni notevoli alla scocca della nave di Alex che ordina di risalire: a quel punto Vincent opta per un attacco a tre che comprende anche uno speronamento da parte di una terza nave, ma la nave scelta finisce per colpire una delle sue compagne ed entrambe affondano; sfruttando il fatto che Vincent non può distruggere la Silvana perché a bordo della stessa vi è Alvis Alex esce allo scoperto e le rimanenti due navi in supporto dell'Urbanus sparano delle funi che si agganciano alla Silvana, immobilizzandola: le navi nemiche vanno per un attacco ad ariete ma Alex spara alle formazioni rocciose soprastanti che crollano distruggendo le navi nemiche ma anche causando ingenti danni alla Silvana che rimane agganciata alle due navi che stanno per affondare. |                   |                  |
| 13 | Isolated Pawn 「アイソレイテッド·ポーン」 - Aisoreiteddo pōn | 30 giugno 2003    | 22 giugno 2004   |
| 13 | La vanship di Tatiana e Claus viene colpita al motore da una delle torrette dell'Urbanus e di conseguenza tenta un atterraggio di fortuna in una zona desertica, assistendo anche all'affondare della Silvana. Entrambi sono preoccupati per l'equipaggio della nave, e Tatiana prende maggior confidenza con Claus raccontandogli che viene da una famiglia nobile ormai decaduta e abbandonata dall'Impero e che si è sempre concentrata nel diventare un'alta figura dell'esercito, mentre Claus narra la storia di suo padre e di quello di Lavie; nel frattempo a Disith, terra sconvolta da una imminente glaciazione, alcuni abitanti tentano l'emigrazione sfruttando delle capsule alimentate da dei reattori a vapore, ma un buon numero di tali veicoli non generarono sufficiente potenza e caddero al suolo o esplosero; una disperata Disith tenta a quel punto l'invasione di Norkia, il villaggio natale di Claus e Lavie. Claus cerca di cavalcare un uccello del deserto ma non vi riesce, e a quel punto si concentra sulla riparazione del motore della vanship e modificandolo riesce a farlo ripartire pur con una quantità limitata di Claudia; i due si dirigono immediatamente in una delle stazioni di servizio dell'Impero ma scoprono che essa è stata conquistata dai militari di Disith e Claus e Tatiana stessi vengono fatti prigionieri e tenuti sotto controllo dal fuciliere femmina Dunya Scheer; quando però stanno per giungere le capsule degli emigranti da Disith Dunya e gli altri soldati abbandonano i prigionieri per andare ad accogliere i connazionali, scoprendo con orrore che nessuno di loro è rimasto in vita; l'episodio si conclude con Dunya che spara un colpo in aria dal dolore. |                   |                  |
| 14 | Étude Lavie 「エテュード·ラヴィ」 - Eteyūdo Ravi | 7 luglio 2003     | 5 ottobre 2004   |
| 14 | Lavie, svenuta durante la caduta della Silvana, in sogno ha un'analessi riguardante la sua infanzia e quella di Claus, cresciuti dai genitori a Norkia; i padri dei due giovani erano amici e abilissimi piloti di vanship, con Hamilcar Valca come pilota ufficiale e Georges Head in qualità di navigatore, ed erano in stretta relazione con una coppia di fidanzati anch'essi piloti di vanship, dei quali il ragazzo regalò a Lavie la capra peluche. Un giorno i due padri accettarono il più importante incarico della loro carriera del valore di dieci stelle su dieci, ovvero recare un trattato di pace di Anatore a Disith attraversando la zona di forte turbolenza che divide le due nazioni nota come Grand Stream: i due non riuscirono nell'impresa venendo risucchiati dal Grand Stream e poco dopo la madre di Lavie morì per il dolore. Claus e Lavie rimasero orfani (la madre di Claus morì dopo il parto) ed iniziarono ad allenarsi da soli per divenire piloti di vanship e riuscire un giorno ad affrontare il Grand Stream; racimolarono soldi lavorando come corrieri aerei per l'Unione delle Vanship e costruirono la propria casa, oltre ai notevoli investimenti fatti per la loro vanship. In contemporanea Alex ha un incubo nel quale vede Hamilcar Valca e Georges Head alla guida di una vanship nel mezzo del Grand Stream che vengono abbattuti da un enorme tentacolo meccanico. Lavie si risveglia tra le lacrime, e una volta ripresasi inizia ad aggiustare la vanship venendo aiutata da Alex. Nel frattempo Dio e Lucciola a bordo della propria vanship localizzano Claus e Tatiana e li riportano alla Silvana, dove Claus fa sapere a Lavie che Norkia è stata assediata da Disith. |                   |                  |
| 15 | Fairy chess 「フェアリー·チェス」 - Fearī chesu | 14 luglio 2003    | 12 ottobre 2004  |
| 15 | Sul suolo della Zanna del Drago l'equipaggio della Silvana prosegue nel riparare la nave; al ritorno di Claus l'amica Lavie appare scioccata non tanto per la notizia della presa di Norkia ma per le voci che circolano riguardo ad un possibile rapporto tra Claus e Tatiana ed il fatto che quest'ultima vestiva la tuta di Lavie, indossata durante il periodo nel deserto; Claus inizialmente non capisce e spinge Lavie a diventare amica di Tatiana, così come Alister prova a dare consigli a Tatiana stessa. Ad Anatore Vincent Alzey a seguito della pessima figura fatta contro la Silvana di Alex viene declassato da capitano della Urbanus a secondo di David Mad-thane nella battaglia per la difesa di Norkia dall'occupazione di Disith. L'Imperatore, convinto che la Silvana sia andata definitivamente perduta e con lei anche Alvis e il segreto dell'Exile, fa sapere a Marius Bassianus che è il momento di attaccare la Gilda perché è convinto che ad Exile ormai perso essa sia impotente. La Silvana riparte e ad Anatore viene intercettato il motore in funzione della nave, ma un Marius ormai convinto che l'Imperatore sia sulla strada sbagliata tiene il tutto nascosto e, convinto dell'utilità che può avere l'Exile, manda un piccione con un messaggio per Sophia in modo da avvertirla delle intenzioni del padre: Sophia è infatti la principessa di Anatore che decise di seguire Alex Row nella Silvana, e Marius spinge perché diventi imperatrice. Dio mostra a Claus una foto che ritrae i genitori di lui e di Lavie in compagnia della coppia di amici che volarono con loro nel Grand Stream, notando con stupore che il maschio dei due altri non è che Alex Row; lo stesso Dio afferma che ha trovato tale fotografia nella cabina del capitano. Claus va a confrontarsi direttamente con Alex che gli racconta la verità, ovvero che è lui l'amico di famiglia e l'unico sopravvissuto dalla missione nel Grand Stream, dove perse anche la navigatrice e fidanzata Euris Bassianus, figlia di Marius; i genitori di Claus e Lavie vennero colpiti da un tentacolo del misterioso Exile, e Alex riuscì a ritirarsi scorgendo sull'Exile il maestro della Gilda Delphine Eraclea che assisteva soddisfatta alla morte dei tre compagni di missione: da quel momento l'unico scopo di Alex è quello di uccidere il maestro Delphine e distruggere l'Exile che a sua detta incrementa il potere della Gilda. Inoltre fu Alex stesso a riportare la notizia della morte dei padri a Claus e Lavie ed era di proprietà di Alex anche la vanship dei due orfani. Dopo le differenti ma altrettanto impattanti notizie che sia Claus sia Sophia hanno ricevuto, decidono di isolarsi e per caso s'incrociano in una zona della nave dove sono da soli: Claus conforta Sophia che in un momento di debolezza ricambia con un bacio. |                   |                  |
| 16 | Breakthrough 「ブレーク·スルー」 - Burēku surū | 21 luglio 2003    | 19 ottobre 2004  |
| 16 | Sophia prende la decisione di congedarsi dalla Silvana e di tornare nella capitale dell'Impero di Anatore per svolgere il proprio ruolo di principessa. Mullin nel frattempo ha nostalgia del suo passato ruolo come fuciliere e trova anche il tempo di dichiararsi a Tatiana, non venendo contraccambiato. Ad Anatore l'Imperatore viene informato dal comandante Vitellius Glamis che Mad-thane e Vincent hanno sotto tiro la debole flotta di Disith che occupa Norkia e lo stesso Vitellius convince l'Imperatore a portare un ultimo fatale attacco alla flotta nemica, nonostante l'opposizione di Marius Bassianus che preferirebbe raggiungere un accordo diplomatico con gli abitanti di Disith ormai ridotti a dei senzatetto e disposti a tutto pur di invadere una parte abitabile di Anatore; Marius viene successivamente appoggiato da Sophia che sottolinea come il conflitto tra le due nazioni sia dovuto al disastro climatico del pianeta causato dalla Gilda, ma un Imperatore ormai totalmente accecato dall'orgoglio impone a Marius la detenzione domiciliare e addirittura incarcera Sophia. Vitellius promuove l'incompetente Frederick come capitano della Urbanus. Alex in un meeting con il macchinista ed ex membro della Gilda Recuise Dagobert afferma di voler attaccare la Gilda stessa. Durante la notte una flotta di navi di Disith guidata dal leader della nazione Nestor Messina compie un'inaspettata invasione di Anatore, cogliendo come impreparata la difesa della capitale, e nel caos generatosi Marius ne approfitta per cercare di uccidere l'Imperatore e lasciare l'Impero nelle mani della più illuminata Sophia: l'ex membro della Gilda riesce nel suo intento ma viene a sua volta ferito a morte. Vincent Alzey tornato da Norkia interviene salvando Sophia da un soldato che stava per ucciderla su precedente ordine dell'Imperatore, e fugge con lei a bordo della Urbanus mentre Vitellius Glamis cerca di respingere la flotta di Disith utilizzando il potente cannone Scolopendra; nel frattempo il maestro Delphine osserva compiaciuta il conflitto in corso. |                   |                  |
| 17 | Making material 「メイキング·マテリアル」 - Meikingu materiaru | 28 luglio 2003    | 26 ottobre 2004  |
| 17 | Sophia e Vincent ordinano a Vitellius Glamis il cessate il fuoco ma quest'ultimo si dimostra minaccioso nei confronti della Urbanus che risponde con due torpedini, distruggendo il cannone Scolopendra ed uccidendo Glamis; la flotta del duca David Mad-thane arriva nella capitale causando la ritirata delle truppe di Disith guidate da Nestor Messina. Sophia in qualità di imperatrice afferma di voler mediare con Messina e raggiungere la pace tra le due nazioni. Alex riceve da un corriere su vanship un messaggio con mittente Walker che lo invita a recarsi ad Horizon Cave per poter riparare la Silvana; nel frattempo Recuise svela ad Alex il Mysterion della famiglia Dagobert su volere dell'ormai defunto primo ministro Marius Bassianus, il quale prima dello scontro con l'Imperatore recapitò ad Alex tramite un piccione viaggiatore anche il quarto ed ultimo Mysterion, ma il capitano si rifiutò di leggerlo. La Silvana arriva ad Horizon Cave che dopo l'attacco della Gilda è diventato un campo di addestramento militare dove si sta preparando una ribellione nei confronti della Gilda stessa; qui Mullin Shetland nota dei fucilieri che si esercitano e decide di tornare al suo vecchio ruolo di soldato, Walker accoglie Alex regalandogli dei siluri acustici e Claus incontra Michael Wednesday, fratello di Ralph il primo corriere incaricato di trasportare Alvis, e tutti i piloti che parteciparono con Claus alla Norkia Cup e che ora si sono convertiti a ribelli supportati dal duca David Mad-thane, il quale dopo aver ammirato le doti di Claus e Lavie durante la battaglia di Minagith decise di dare un ruolo fondamentale alle vanship; i piloti di vanship utilizzano una nave da battaglia della Gilda precedentemente rubata da Marius Bassianus per esercitarsi. Il maestro Delphine e la Gilda sono al corrente della possibile ribellione e ponderano di richiamare tutte le unità Claudia: le grandi navi da guerra di Anatore e Disith sono difatti delle imbarcazioni non motorizzate e alimentate dalle unità Claudia, ovvero dei vascelli di proprietà della Gilda controllati da ingegneri della Gilda stessa che si agganciano alle navi e danno energia alle stesse utilizzando il minerale Claudia, ma quando la nave sta per essere affondata o in qualsiasi altro momento esse possono staccarsi e fuggire, lasciando cadere la nave ormai priva di alimentazione, e la Silvana si muove con un'unità Claudia rubata e controllata da Recuise Dagobert; il piano di Delphine è quello di richiamare le unità Claudia una volta che le navi dei ribelli sono in cielo. |                   |                  |
| 18 | Promotion Sophia 「プロモーション·ソフィア」 - Puromōshon Sofia | 4 agosto 2003     | 2 novembre 2004  |
| 18 | Sophia si reca presso casa Mad-thane a Norkia per un parlè con Nestor Messina di Disith, al quale mostra una copia del trattato di pace Anatore-Disith che doveva essere consegnato 10 anni prima ma che mai arrivò nella patria di Messina, e propone un'alleanza per combattere la Gilda: Messina accetta e ricambia consegnando a Sophia una registrazione audio del suono che emette l'Exile e una mappa raffigurante le correnti d'aria del Grand Stream, tracciate grazie allo studio delle migrazioni degli uccelli della pioggia che in stormo andavano da Disith ad Anatore passando illesi il Grand Stream. Ad Horizon Cave le esercitazioni proseguono, e grazie all'alleanza le forze di Anatore e Disith si uniscono e si esercitano assieme: qui Mullin Shetland conosce il fuciliere femmina di Disith Dunya Scheer, per la quale prova subito dei sentimenti; la missione dei fucilieri sarà quella di assediare e conquistare le unità Claudia delle proprie imbarcazioni durante il Giorno del Giuramento, celebrazione durante la quale tutti i diciassettenni della Gilda giurano fedeltà al maestro e che sicuramente terrà distratti buona parte degli elementi della Gilda stessa. Claus, Lavie e Alvis ripartono a bordo della Silvana in direzione dell'Impero, dove verrà celebrata l'ufficiale incoronazione di Sophia come nuova imperatrice; ai festeggiamenti prendono parte anche Dio e Lucciola a bordo della loro vanship e festeggiano assieme a tutti, ma improvvisamente dal cielo scende la nave del maestro Delphine che fa cadere su Sophia petali di rose rosse come dichiarazione di guerra: a quel punto Dio, terrorizzato dalla visione della sorella, va in panico e cerca di fuggire, mentre Alex che arriva a bordo della Silvana d'istinto comanda il fuoco sull'imbarcazione del maestro, ma prima il secondo ufficiale Arthur Campbell e poi il resto della ciurma si rifiutano di obbedire per timore di coinvolgere l'imperatrice nel conflitto, permettendo alla nave di Delphine di risalire. |                   |                  |
| 19 | Sicilian Defense 「シシリアン·ディフェンス」 - Shishirian Difensu | 11 agosto 2003    | 9 novembre 2004  |
| 19 | La Silvana si reca alla Zanna del Drago dove si incrocia con la Urbanus di Vincent, ormai diventata nave dell'Alleanza, e lascia salire a bordo Sophia e Vincent che spiegano ad Alex e all'equipaggio il piano per catturare l'Exile: verranno utilizzate solamente la Silvana e la Urbanus in quanto sono le uniche due navi dell'Alleanza le cui unità Claudia non sono manovrate da uomini della Gilda, ed esse entreranno il Grand Stream ed utilizzeranno i siluri acustici di Walker per localizzare l'Exile assieme alle doti di riconoscimento acustico del sottotenente Wina Lightning che confronterà i suoni provenienti dal Grand Stream con quelli registrati nel dispositivo regalato da Disith; hanno sei giorni per completare l'operazione, ovvero prima che inizi l'altra operazione di conquista delle unità Claudia delle altre navi. Sophia ha un dialogo anche con Claus nel quale rivela che Alvis è la chiave per utilizzare l'Exile contro la Gilda ma che non vuole trattare Alvis come un oggetto bensì la proteggerà fino alla fine. Dio torna sconvolto nella Silvana e cerca di dimenticare il fatto che mancano sette giorni alla settimana del suo compleanno, durante la quale dovrà prendere parte al Giorno del Giuramento della Gilda; Alvis regala a Dio dei petali di rosa raccolti dalle vanship dopo la festa d'incoronazione dell'imperatrice ma Dio reagisce male e se ne va; Alvis decide comunque di organizzare una festa di compleanno a sorpresa per Dio, il quale nel frattempo parla delle proprie paure con Dagobert, il quale lo avverte sulle conseguenze della cerimonia che lo spetta e si dice contrario a certe tradizioni della Gilda. Mullin e Dunya proseguono con l'addestramento ad Horizon Cave e trovano modo di conoscersi meglio. Intanto a Norkia una nave di Disith sta per arrivare trasportando acqua per quelle terre gravemente colpite dalla siccità, ma il maestro Delphine non gradisce l'alleanza tra le due nazioni e lo rende noto richiamando l'unità Claudia della nave, causando un disastro al quale David Mad-thane assiste. L'episodio si conclude con la Silvana e la Urbanus che entrano nel Grand Stream e sparano il primo siluro acustico. |                   |                  |
| 20 | Grand Stream 「グランドストリーム」 - Gurandosutorīmu | 18 agosto 2003    | 16 novembre 2004 |
| 20 | La Silvana e l'Urbanus proseguono la loro ricerca dell'Exile utilizzando i torpedini acustici, ma per giorni non captano nulla se non dei relitti di navi abbattute e restano con soli tre siluri e ancora cinque settori del Grand Stream da analizzare; Sophia pianifica il successivo intervento delle vanship per agganciare l'Exile chiedendo a Dio di fare da navigatore a Claus, ma il giovane della Gilda si rifiuta per timore di essere intercettato dalla sorella Delphine e si rifugia ancora una volta a parlare con Dagobert, il quale rivela a Lucciola che spera nella fuga di Dio dalla cerimonia del Giuramento. Nel frattempo Alvis sogna una scena nella quale è in un campo di grano sotto un cielo azzurro dal quale appare all'improvviso la sagoma di una grossa nave; al risveglio si precipita a cucinare la torta per Dio aiutata dal cuoco Briand. Ad Horizon Cave le unità Claudia di sette navi dell'Alleanza vengono richiamate causando altrettanti affondamenti, allorché un preoccupato Nestor Messina medita di accelerare l'operazione di conquista delle unità Claudia, ma Mad-thane lo convince ad attendere il Giorno del Giuramento. Alvis trascina Dio in cucina dove festeggiano il suo compleanno in compagnia di tutto l'equipaggio non direttamente impegnato nell'operazione di rilevamento acustico, e con sua grande sorpresa ogni membro regala qualcosa a Dio stesso; la festa viene celebrata a bassa voce per non interferire con il rilevamento acustico in atto, e quando questa viene interrotta dall'annuncio del rilevamento dell'Exile Dio accetta di fare da navigatore a Claus. Intanto alla Gilda l'abile guerriero Cicada, il più alto di rango tra gli agenti della Gilda (rango riconoscibile dal colore nero della sua tunica) e fratello maggiore di Lucciola, scopre che Dio è a bordo della Silvana nel Grand Stream e il maestro Delphine gli ordina di andare a recuperarlo. Le vanship partono alla volta dell'Exile che si rivela essere un enorme guscio artificiale munito di un sistema di difesa composto da numerosi tentacoli; Claus e Dio su una vanship di riserva riescono ad agganciare un cavo all'Exile e fanno il loro ritorno trionfale, ma prima ancora di arrivare alla Silvana una flotta di caccia a stella guidata da Cicada assale la nave di Alex, il quale consegna i Mysterion a Sophia e la esorta a salire sull'Urbanus. |                   |                  |
| 21 | Rook Dio 「ルーク·ディーオ」 - Rūku Dīo | 25 agosto 2003    | 30 novembre 2004 |
| 21 | Claus e Dio fanno il loro ritorno a bordo della Silvana, ma scoprono che essa è diventata una nave fantasma priva di equipaggio; vagando trovano un disegno di Alvis raffigurante il campo di grano che vide in sogno, e a quel punto si dirigono verso la cabina del comandante: qui trovano Delphine in compagnia di Cicada e dei suoi agenti che tiene in ostaggio Alvis; tra loro c'è anche Lucciola che torna a servire il maestro e viene schiaffeggiato da un attonito Dio che poi rivela ad Alvis che Delphine tentò di uccidere il precedente maestro James Hamilton, nonno di Alvis. Nel frattempo gli agenti della Gilda hanno legato tutti i membri dell'hangar Lavie compresa, ma Alex che si era nascosto esce allo scoperto ed uccide vari agenti permettendo la fuga a Tatiana, Alister e Sophia verso la Urbanus che in precedenza si era sganciata dalla Silvana; Delphine si reca nell'hangar per lasciare la nave con Alvis ma Alex la attacca eliminando altri agenti ma non può fare fuoco sul maestro perché essa si fa scudo con Alvis: a quel punto il capitano della Silvana passa alle armi bianche ma l'esperto di combattimento corpo a corpo Cicada lo mette KO con un sol colpo. Delphine chiede ad Alex di rivelargli i Mysterion che conosce ma lui recita solamente quello di casa Eraclea, facendo capire al maestro della Gilda che Dio ha spifferato il tutto; gli uomini della Gilda lasciano così la Silvana portando con sé come ostaggi Claus, Alvis e Alex, oltre a Dio che dovrà prendere parte al Rito del Giuramento. A bordo della fortezza volante della Gilda Delphine concede un tour a Claus e Alvis mostrando a loro tutte le ricchezze della loro fazione e invita loro ad un pasto dove ostenta pregiatissimo cibo ottenuto con un gran consumo di acqua pura o di vite umane, al che Claus indica tutto ciò come non etico, ma il maestro ritiene che sia una politica corretta per un giusto controllo demografico del pianeta Prester. Dio contro la sua volontà viene sottoposto ad un'apparente lobotomia come parte del Rito del Giuramento, divenendo una persona totalmente differente. La Gilda manda una nave da battaglia per affondare la Silvana, rimasta nelle mani del secondo ufficiale Arthur Campbell il quale decide di nascondersi tra le nubi. Ad Horizon Cave Mullin e Dunya continuano i preparativi, e ad un sol giorno dalla missione Mullin fa sapere a Dunya che la proteggerà ad ogni costo. |                   |                  |
| 22 | Queen Delphine 「クイーン·デルフィーネ」 - Kuīn Derufīne | 1º settembre 2003 | 7 dicembre 2004  |
| 22 | L'Urbanus localizza la Silvana nel Grand Stream e si ricongiunge ad essa: Sophia si stupisce quando scopre che la Gilda ha preso con sé anche Claus. Alla fortezza della Gilda Dio inizia il Rito del Giuramento che prevede la Prova di Argoon, ovvero uno scontro all'ultimo sangue tra tutti i diciassettenni partecipanti armati con armi bianche allo scopo di contendersi la Spada della Gilda ed il ruolo di futuro maestro; Delphine obbliga Claus ed Al ad assistere al massacro, ma il maestro non attende il termine della cerimonia in quanto interessata solamente al risultato e non allo svolgimento, e sale sulla sua nave assieme a Claus ed Alvis in direzione dell'Exile La nave di Delphine viene scortata da altre navi da combattimento della Gilda, ma una volta vicine al bozzolo dell'Exile esso attacca subito le navi affondandole tutte tranne quella del maestro, in quanto a bordo di essa vi è Alvis, chiave dell'Exile; l'Exile fa uscire un tentacolo munito di una periferica di riconoscimento che si mette in ascolto dinanzi ad Alvis, e Delphine rivela che l'Exile altri non è che una nave generazionale, la quale portò i primi coloni sul pianeta Prester. Mentre Lavie termina di riparare la vanship di Claus e Mullin è pronto per assaltare l'unità Claudia della nave Claimh Solais di David Mad-thane, Delphine prosegue con il suo tentativo nell'attivare l'Exile e porta dinanzi ad Al e Claus un Alex crocifisso e avvolto da rovi che lo stritolano: i rovi sono intrisi di un siero della verità, e a comando di Delphine Alex inizia a recitare i Mysterion, seguito dalle risposte date da una Alvis in trance e dalle reazioni dell'Exile che illumina il proprio guscio, venendo captato a distanza anche dalla Silvana e dall'Urbanus; tuttavia Alex volutamente non imparò il Mysterion di casa Bassianus e quindi l'Exile non può essere sbloccato, ma Delphine ottiene come informazione che tale Mysterion è nelle mani di Sophia ed ordina a Cicada di rapire l'imperatrice. Arriva una comunicazione video con Dio vincitore della Prova di Argoon in un bagno di sangue che lascia Al e Claus scioccati, e Delphine ordina il rientro nella fortezza per festeggiare. |                   |                  |
| 23 | Castling Lucciola 「キャスリング·ルシオラ」 - Kyasuringu Rushiora | 8 settembre 2003  | 14 dicembre 2004 |
| 23 | Lucciola ha un flashback di quando Delphine lo regalò come servo a Dio, con quest'ultimo che lo accolse come un vero amico e lo battezzò con il nome che ora porta Nella fortezza della Gilda il maestro Delphine resuscita gli sconfitti della Prova di Argoon ed accoglie il vincitore Dio, il quale non riconosce più né Claus, né Alvis, né Lucciola. Contemporaneamente scatta l'ora X per le azioni congiunte dell'Alleanza: nel Grand Stream la Silvana e la Urbanus entrano nella zona di competenza della Gilda e dell'Exile seguendo uno stormo di uccelli viaggiatori e vengono intercettati da una flotta di sette navi da guerra della Gilda, ma le navi nemiche finiscono nel raggio d'azione del vicino Exile che le abbatte; altrove inizia l'operazione di assedio delle unità Claudia agganciate alle navi di Anatore e Disith: la missione si rivela un successo in quanto buona parte delle unità vengono conquistate, ma il prezzo in perdite di vite umane è notevole a causa delle potenti armi da fuoco automatiche degli ingegneri della Gilda, e lo stesso Mullin che aveva promesso a Dunya di portarla con lui sulla Silvana viene colpito apparentemente a morte poco prima di riuscire a bloccare il meccanismo di ascesa dell'unità Claudia, causando la disperazione della ragazza di Disith. Delphine viene a sapere della ribellione e non la prende bene, ordinando subito il rientro di tutte le unità Claudia rimaste, e lascia Claus, Alvis, Dio e Lucciola da soli; Lucciola ha un altro flashback del momento nel quale Dio lo chiamò "amico" per la prima volta: da quel momento non riesce più a sopportare la visione di un Dio lobotomizzato e porta i tre ragazzi alla vanship di riserva precedentemente sequestrata dalla Gilda permettendo a loro di fuggire, dona ad Alvis un dispositivo fatto a pendente che le consente di comunicare con la Silvana e poi va a caccia del maestro Delphine. Recatosi al piano dove riposa il maestro Lucciola fa esplodere un ponte e poi mette fuori gioco le guardie; arrivato nella stanza di Delphine chiede a quest'ultima di concedere la libertà a Dio, ma Cicada lo attacca all'improvviso e i due fratelli si sfidano in un duello all'ultimo sangue che vede prevalere Lucciola; Lucciola si confronta verbalmente con Delphine e inspiegabilmente accetta in dono l'anello inceneritore, ma prima di morire afferma che Dio per lui è sempre stato un amico. |                   |                  |
| 24 | Sealed move 「シールド·ムーブ」 - Shīrudo mūbu | 15 settembre 2003 | 14 dicembre 2004 |
| 24 | Le esplosioni causate da Lucciola nella fortezza della Gilda fanno cedere la parte inferiore della struttura volante alla quale sono agganciate la Urbanus e la Silvana, le quali immediatamente sparano alle corde per slegarsi; il pezzo della fortezza cade su Anatore causando una tremenda onda d'urto che colpisce i villaggi vicini. Claus riesce a fuggire dalla fortezza con la vanship e con la piccola Alvis che si improvvisa navigatrice seduta vicina ad un Dio in coma. I tre si dirigono verso Norkia e raggiungono casa Mad-thane che nel frattempo è diventata un ospedale da campo nel quale opera anche Holly, figlia del duca: qui lasciano riposare Dio e si dirigono verso la casa di Claus e Lavie, ormai ridotta ad un cumulo di macerie. Nel frattempo la flotta dell'Alleanza composta da tutte le navi alle quali è stata conquistata l'unità Claudia si dirigono verso il Grand Stream con l'obbiettivo di trovare ed uccidere il maestro Delphine; prima ancora di varcare il limite del cielo vengono raggiunte da un nutrito gruppo di navi della Gilda con le quali hanno uno scontro inizialmente svantaggioso a causa delle forti differenze nella tecnologia sia delle armi, sia dei materiali utilizzati per la costruzione dei veicoli, ma la svolta arriva con l'utilizzo dell'immenso squadrone di vanship che armate di torpedini riescono a fare breccia all'interno delle navi da battaglia nemiche e a colpire direttamente le parti intestine: Mad-thane e Messina vincono la battaglia ed osservano le navi nemiche ritirarsi verso il Grand Stream per ordine di Delphine che vuole così attirare là tutte le imbarcazioni e darle in pasto al sistema di difesa dell'Exile. Dio si risveglia e fugge dall'ospedale rubando una vanship, e il dispositivo di comunicazione che Lucciola ha lasciato ad Alvis si attiva, permettendo ad Al e Claus di comunicare con l'unità Claudia della Silvana: riferiscono che sono tutti sani e salvi ma che Alex è ancora prigioniero della Gilda, e Sophia chiede a Claus di raggiungere la Zanna del Drago. |                   |                  |
| 25 | Quiet move 「クワイエット·ムーブ」 - Kuwaietto mūbu | 22 settembre 2003 | 21 dicembre 2004 |
| 25 | Le navi da battaglia della Gilda in ritirata portano la flotta dell'Alleanza nei pressi dell'Exile che colpisce senza distinzione entrambe le fazioni, obbligando gli alleati a prendere le distanze dai tentacoli del grosso guscio; tutte le navi della Gilda vengono distrutte, ma l'Exile continua nel difendere la nave di Delphine che staziona sopra di esso nonostante non vi sia più Alvis all'interno della stessa: a quel punto il maestro Delphine è convinta di poter controllare l'Exile anche senza Alvis e tutti e quattro i Mysterion e, venuta a conoscenza tramite un'intercettazione che Claus ed Alvis si stanno dirigendo alla Zanna del Drago, manda due caccia a stella per ucciderli. Claus ed Alvis atterrano in una stazione di servizio alla Zanna del Drago dove il meccanico della Silvana Ethan li attendeva con una nuova vanship, e Alister è lì per fare da navigatore a Claus in direzione del prossimo checkpoint. Nel frattempo da un lago ghiacciato di Disith emerge un'enorme struttura che fa da perimetro ad una voragine: la struttura stessa invia un segnale all'Exile che d'improvviso inizia la discesa verso Disith, e Delphine capisce che l'Exile si presta ad uscire da Prester tramite quella voragine che è il portale per un nuovo mondo. Claus, Alister ed Alvis raggiungono una nave di ricognizione dell'Alleanza e qui avviene il secondo cambio con Claus questa volta alla guida della vanship rossa di Tatiana e Tatiana stessa come navigatrice e mentore di Alvis, e ripartono in direzione dell'ultimo checkpoint prima dell'ingresso nel Grand Stream, ovvero il Walker Palace. A metà strada Claus, Tatiana e Alvis vengono coinvolti in un combattimento aereo con i due caccia mandati da Delphine, e i protagonisti resistono agli attacchi avvicinandosi sempre più al Walker Palace, e una volta nei pressi del grande porto volante Claus sgancia i serbatoi ausiliari di carburante e li fa esplodere coinvolgendo uno dei caccia, mentre il rimanente veicolo nemico viene abbattuto da una torretta comandata da Walker. Nell'hangar del Walker Palace Claus si ricongiunge con Lavie ed assieme ad Alvis ripartono con la loro vanship, messa a punto e rinforzata da Lavie, alla volta del Grand Stream. Nel Grand Stream seguono gli uccelli migratori per raggiungere l'Exile ma ad un certo punto si fa vivo Dio a bordo di una vanship bianca. |                   |                  |
| 26 | Resign 「リザイン」 - Rizain | 29 settembre 2003 | 28 dicembre 2004 |
| 26 | La flotta dell'Alleanza e delle altre navi della Gilda seguono l'Exile che scende verso la Porta e proseguono la battaglia nel cielo di Disith; in pochi minuti gli alleati perdono un quarto della loro flotta, e a quel punto Sophia ordina una guerra di logoramento fino all'ultima nave, mentre Delphine dalla sua nave ammiraglia osserva divertita, protetta dal sistema di difesa dell'Exile. Nel Grand Stream Claus, Lavie e Alvis si ritrovano braccati da un Dio completamente fuori di sé, il quale apre il fuoco sui protagonisti e poi immagina di ripercorrere la gara dell'Horizon Cave, cercando a tutti i costi di raggiungere la vanship di Claus; Claus e Lavie avvistano uno stormo di uccelli e si dirigono verso loro, con Dio che scambia lo stormo stesso per la linea di traguardo e successivamente esulta e si gira indietro aspettandosi di vedere Lucciola, ma non vedendolo nel posto del navigatore va in panico e una raffica di vento lo sbalza dalla vanship facendolo risucchiare dal Grand Stream. A Disith la flotta dell'Alleanza prepara un ultimo attacco volto ad affondare la nave ammiraglia di Delphine, ovvero tutte le navi e le vanship si concentreranno nel coprire la Silvana ed abbattere i tentacoli dell'Exile permettendo alla nave di Sophia di raggiungere quella di Delphine ed abbatterla; nel frattempo a bordo della nave ammiraglia di Delphine il maestro prosegue con la sua visione ottimistica degli eventi e si avvicina al crocifisso Alex per canzonarlo, al che il capitano della Silvana ha un sussulto e libera il braccio sinistro dalla morsa dei rovi, afferrando Delphine al collo e strangolandola fino a romperle l'osso del collo stesso, compiendo così la propria vendetta. Nell'operazione di sfondamento Vincent e la sua Urbanus si sacrificano per fare strada alla Silvana, che avvolta dai tentacoli dell'Exile arriva a distanza di tiro dalla nave di Delphine e la abbatte: l'esperta di rilevamento acustico Wina Lightning capta la voce di Alex che pronuncia il nome di Euris, la fidanzata morta nel Grand Stream, ma il sottotenente renderà noto all'imperatrice che ha udito Alex pronunciare il suo nome Sophia. La luce dell'esplosione della nave di Delphine attira Claus, Lavie ed Alvis che si precipitano nella direzione di provenienza e riescono a passare il Grand Stream, vedendo per la prima volta nella loro vita Disith e riuscendo nell'impresa che fu fatale ai loro padri. I tre si avvicinano all'Exile che avvertendo la presenza di Alvis ritira i tentacoli, e Claus inizia a recitare i Mysterion ai quali Alvis risponde, e una volta completati tutti e quattro i versi l'Exile perde il guscio, rivelandosi una futuristica arca spaziale; la flotta dell'Alleanza si ferma ad osservare l'Exile che immediatamente spazza via il Grand Stream e ristabilisce il clima su Prester, e le persone sulla terraferma osservando il cielo notano il paesaggio capovolto dell'altra nazione Mentre Sophia rende omaggio alla tomba di Alex, Claus e Lavie entrano nell'Exile assieme ad altri e trovano la vera vanship dei genitori con a bordo i cadaveri e l'originale trattato di pace Anatore-Disith; Claus, Lavie, Alvis, Tatiana, Alister, Dunya e Holly Mad-thane sono a bordo dell'Exile e osservano lo stesso che lascia il pianeta Prester, il quale si rivela essere un pianeta artificiale cavo a forma di clessidra, forma che viene ripetutamente proposta lungo l'anime. Il gruppo raggiunge il tanto desiderato pianeta privo di conflitti, pianeta al quale uno dei Mysterion fa riferimento chiamandolo "pianeta azzurro", chiaro riferimento alla Terra: qui Claus e Lavie dinanzi alla tomba dei loro padri consegnano il trattato di pace Anatore-Disith a Dunya come segno di unione tra le due nazioni che senza Prester non hanno più ragione di esistere. La scena conclusiva fa vedere il gruppo dei ragazzi salpati a bordo dell'Exile che vivono assieme in una casa di campagna; a loro si è unito Mullin che è sopravvissuto alla guerra su Prester, oltre che l'uccello bianco al quale Lavie si affezionò al Casino Royale ed una coppia di bambini. |                   |                  |

## Last Exile: Fam, The Silver Wing
La serie è composta da 23 episodi di cui due (il 10 e il 17) riassuntivi, trasmessi in Giappone nel 2011. In Italia la serie è inedita.
| Nº | Titolo originale      | In onda          | In onda |
| Nº | Titolo originale      | Giapponese       |         |
| 1  | Open file             | 15 ottobre 2011  |         |
| 2  | Fool's mate           | 22 ottobre 2011  |         |
| 3  | Light square          | 29 ottobre 2011  |         |
| 4  | Dubiōs move           | 5 novembre 2011  |         |
| 5  | Tōch and move         | 12 novembre 2011 |         |
| 6  | Over step             | 19 novembre 2011 |         |
| 7  | Weak square           | 26 novembre 2011 |         |
| 8  | Distraction           | 3 dicembre 2011  |         |
| 9  | Connected passed pawn | 10 dicembre 2011 |         |
| 10 | First adjōrnment      | 17 dicembre 2011 |         |
| 11 | Illegal move          | 24 dicembre 2011 |         |
| 12 | Backward pawn         | 7 gennaio 2012   |         |
| 13 | Block                 | 14 gennaio 2012  |         |
| 14 | Bad move              | 21 gennaio 2012  |         |
| 15 | Smothered mate        | 28 gennaio 2012  |         |
| 16 | Triangulation         | 4 febbraio 2012  |         |
| 17 | Second adjōrnment     | 11 febbraio 2012 |         |
| 18 | Automaton             | 18 febbraio 2012 |         |
| 19 | Dynamic possibilities | 25 febbraio 2012 |         |
| 20 | Transposition         | 3 marzo 2012     |         |
| 21 | Queening Square       | 10 marzo 2012    |         |
| 22 | Triple Rook           | 17 marzo 2012    |         |
| 23 | Grand Master          | 24 marzo 2012    |         |